# 詹永新
詹永新（1957年1月—），江苏人，中华人民共和国外交官，曾任中华人民共和国驻以色列国特命全权大使。

## 生平
1983年，毕业于北京大学经济系世界经济专业，进入中华人民共和国外交部工作，在中国国际问题研究所从事研究工作。1985年，入读外交学院国际经济关系硕士研究生。1988年毕业后，先后在外交部港澳事务办公室、中英联合联络小组中方代表处、外交部国际司、驻加拿大大使馆任职，后任驻加拿大大使馆参赞。2002年，任外交部政策研究室参赞。2005年，任外交部政策研究司副司长。2007年，任外交部驻香港特派员公署副特派员。2011年，任外交部香港澳门台湾事务司司长。2015年1月，出任中华人民共和国驻以色列大使。2019年12月，自驻以色列大使离任。2021年，任中国太平洋经济合作全国委员会会长。

## 家庭
已婚，有一子。